# 疣梭孢层腹菌
疣梭孢层腹菌（学名：Hymenogaster verrucifusisporus）是属于伞菌目层腹菌科层腹菌属的一种担子菌。该种分布于中国。